# Тризенберг
Тризенберг (нем. Triesenberg) — община в княжестве Лихтенштейн.
Население — 2643 человека (30 июня 2019), говорящие на вальзерском диалекте немецкого языка.
Площадь — 29,694 км². Официальный код — 7004. Почтовый индекс — 9497.
В деревне располагается самый высокогорный виноградник в стране.